# Kreis Payerne
| Kreis Payerne           | Kreis Payerne       |
| Basisdaten              | Basisdaten          |
| ----------------------- | ------------------- |
| Staat:                  | Schweiz             |
| Kanton:                 | Waadt (VD)          |
| Bezirk:                 | Payerne             |
| Hauptort:               | Payerne             |
| Fläche:                 | 27,97 km²           |
| Einwohner:              | 10'859 (31.12.2023) |
| Bevölkerungsdichte:     | 388 Einw. pro km²   |
| Aufgehoben am:          | 31. Dezember 2006   |
| Karte                   |                     |
| Karte von Kreis Payerne |                     |

Der Kreis Payerne (französisch Cercle de Payerne) war bis zum 31. August 2006 eine Verwaltungseinheit des Bezirks Payerne im Kanton Waadt in der Schweiz. Sitz des Kreisamtes war Payerne.
Der Kreis umfasste zwei Gemeinden und war 27,97 km² gross. Die Gemeinden des ehemaligen Kreises zählten Ende 2023 10'859 Einwohner.
| Wappen    | Name der Gemeinde | Einwohner (31. Dezember 2023) | Fläche in km² | Einw. pro km² |
| --------- | ----------------- | ----------------------------- | ------------- | ------------- |
| Payerne   | Payerne           | 10'545                        | 24,18         | 436           |
| Trey      | Trey              | 314                           | 3,79          | 83            |
| Total (2) | Total (2)         | 10'859                        | 27,97         | 388           |